# Sammy Sheik

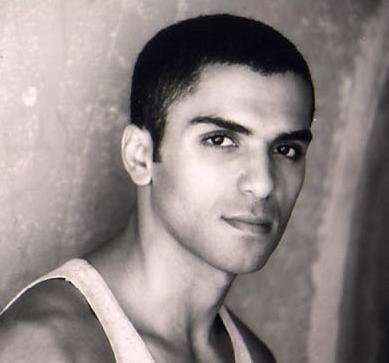
Sammy Sheik (2013)

Sammy Sheik (* 15. November 1981 in Alexandria, Ägypten) ist ein ägyptischer Schauspieler.

## Leben und Karriere
Sheik wurde in Alexandria geboren und wuchs mit seinem Zwilling, einem Zwillingsbruder und einer Schwester auf. Im Alter von 18 Jahren zog er in die Vereinigten Staaten und studierte Theater in New York. Dies war für ihn die Möglichkeit, Schauspieler zu werden. Seit 2003 ist er als solcher aktiv, dabei tritt er häufig in namhaften US-Produktionen, sowohl in Film als auch Fernsehen auf. Zu seinen Auftritten im Fernsehen gehören u. a. Homeland, Navy CIS oder 24.
2013 war er im Kriegsfilm Lone Survivor als Taraq zu sehen. Der Film basierte auf realen Erlebnissen der Navy Seal im Afghanistan-Krieg. Ein Jahr darauf, spielte er die Rolle des Mustafa im Film American Sniper von Clint Eastwood. Im Kriegsfilm Sand Castle, aus dem Jahr 2017, war er in der Rolle des Mahmoud zu sehen. Bislang war er in mehr als 60 Film- und Fernsehproduktionen zu sehen. Er lebt abwechselnd in Kairo und Los Angeles.

## Filmografie (Auswahl)
- 2003–2004: What Should You Do? (Fernsehserie, 3 Episoden)
- 2005: Perceptions
- 2005: Over There – Kommando Irak (Over There, Fernsehserie, Episode 1x07)
- 2007: 24 (Fernsehserie, 2 Episoden)
- 2007: Der Krieg des Charlie Wilson (Charlie Wilson’s War)
- 2008–2013: In The Moment (Fernsehserie, 25 Episoden)
- 2008: Lost (Fernsehserie, Episode 4x09)
- 2008: Navy CIS (NCIS, Fernsehserie, Episode 5x15)
- 2008: The Unit – Eine Frage der Ehre (The Unit, Fernsehserie, Episode 4x07)
- 2008: AmericanEast
- 2009: Mr. Sadman
- 2009: Darfur
- 2010: Taras Welten (Fernsehserie, 6 Episoden)
- 2010: Nikita (Fernsehserie, Episode 1x06)
- 2011: Three Veils
- 2011: Transformers 3 (Transformers: Dark of the Moon)
- 2011: Homeland (Fernsehserie, 2 Episoden)
- 2011: This Narrow Place
- 2013: Burn Notice (Fernsehserie, Episode 7x09)
- 2013: Lone Survivor
- 2014: Chicago Fire (Fernsehserie, Episode 2x20)
- 2014: Legends (Fernsehserie, 3 Episoden)
- 2014: American Sniper
- 2015: Hawaii Five-0 (Fernsehserie, Episode 5x25)
- 2015: The Blacklist (Fernsehserie, Episode 3x07)
- 2016: The Night Shift (Fernsehserie, Episode 3x12)
- 2016–2017: Navy CIS: L.A. (NCIS: Los Angeles, Fernsehserie, 4 Episoden)
- 2017: Die Hölle – Inferno
- 2017: Sand Castle
- 2017: Azimuth
- 2018: SEAL Team (Fernsehserie, Episode 1x16)
- 2018: Navy CIS: New Orleans (NCIS: New Orleans, Fernsehserie, Episode 5x03)
- 2018: Marriage: Impossible
- 2019: Quest (Miniserie, 6 Episoden)
- 2020: Büro der Legenden (Le Bureau des Légendes, Fernsehserie, 5 Episoden)